# Stollenbach (Ruhr)
Der Stollenbach ist ein linksseitiger Zufluss der Ruhr in der Gemarkung Wengern von Wetter (Ruhr). Er heißt in seinem oberen Teil Limbecker Bach. 

## Verlauf
Er fließt am Fahrschacht und der Gezähekammer des Schlebuscher Erbstollens entlang. Einige hundert Meter weiter nimmt der Bach das Wasser des Mundlochs des Erbstollens auf. Dann unterquert er die Oberwengener Straße und durchfließt die Ruhrwiesen bis zur Ruhr.